# Roberto Donadoni
Roberto Donadoni (Cisano Bergamasco, 9 de setembro de 1963) é um treinador e ex-futebolista italiano que atuava como meio-campista. Atualmente está sem clube.

## Carreira como jogador
Começou sua carreira na Atalanta, em 1982, e se transferiu para o Milan em 1986, onde jogou por dez anos. Atuou ainda por dois anos no futebol dos Estados Unidos, no New York MetroStars, para retornar ao Milan em 1997 e defender o clube rossonero em duas temporadas, mas sem muito destaque. Seu último clube foi o Al-Ittihad, da Arábia Saudita, onde encerrou sua carreira no final da temporada 1999–00.

### Seleção Italiana
Donadoni representou a Seleção Italiana e disputou as Eurocopas de 1988 e 1996, além das Copas do Mundo de 1990 e 1994.

## Carreira como treinador
Assumiu a Seleção Italiana em 2006, logo após o campeão mundial Marcello Lippi deixar o cargo. Na Euro 2008 realizada na Áustria e na Suíça, fez uma péssima campanha com a Azzurra e conseguiu apenas o segundo lugar na fase de grupos com muitas dificuldades. A Itália foi eliminada nas quartas de final pela Espanha, que viria a ser campeã, e Donadoni foi demitido do cargo.
Posteriormente Donadoni teve uma curta passagem pelo Napoli, em 2009. Em seguida comandou Cagliari, Parma, Bologna e Shenzhen, da China, seu último trabalho.

## Títulos

### Como jogador
Milan
- Serie A: 1987–88, 1991–92, 1992–93, 1993–94, 1995–96 e 1998–99
- Supercopa da Itália: 1988, 1992, 1993 e 1994
- Liga dos Campeões da UEFA: 1988–89, 1989–90 e 1993–94
- Supercopa da UEFA: 1989, 1990 e 1994
- Copa Intercontinental: 1989 e 1990

Al-Ittihad
- Campeonato Saudita: 1999–00